# Municipio de Barrie
El municipio de Barrie (en inglés: Barrie Township) es un municipio ubicado en el condado de Richland en el estado estadounidense de Dakota del Norte. En el año 2010 tenía una población de 191 habitantes y una densidad poblacional de 2,1 personas por km².

## Geografía
El municipio de Barrie se encuentra ubicado en las coordenadas 46°35′10″N 97°6′12″O / 46.58611, -97.10333. Según la Oficina del Censo de los Estados Unidos, el municipio tiene una superficie total de 91.13 km², de la cual 91,12 km² corresponden a tierra firme y (0,01 %) 0,01 km² es agua.

## Demografía
Según el censo de 2010, había 191 personas residiendo en el municipio de Barrie. La densidad de población era de 2,1 hab./km². De los 191 habitantes, el municipio de Barrie estaba compuesto por el 100 % blancos. Del total de la población el 0 % eran hispanos o latinos de cualquier raza.